# Žalm 113
Žalm 113 („Chvalte, Hospodinovi služebníci“) je biblický žalm. V překladech, které číslují podle Septuaginty, se jedná o 112. žalm. Žalm patří k tzv. žalmům chval, jež obsahují nebo jsou uváděny slovním výrazem Haleluja.

## Užití v liturgii
V židovské liturgii je žalm podle siduru součástí tzv. Halelu, jenž je recitován po Amidě v rámci ranní modlitby při slavnostních příležitostech, k nimž patří především poutní svátky, ale též Chanuka či Roš chodeš.